# Alessandro Faedo
Alessandro Faedo   (Chiampo, 18 de novembre de 1913 - Pisa, 16 de juny de 2001), conegut com Sandro Faedo, va ser un matemàtic italià.

## Vida i Obra
Faedo es va graduar en matemàtiques a la Scuola Normale Superiore de Pisa el 1936 supervisat per Leonida Tonelli. A continuació va ser assistent de Federigo Enriques a la universitat de Roma fins que aquest va ser acomiadat per motius racials. Va romandre a Roma, fins al 1946 quan va obtenir per oposició la càtedra a Pisa que havia deixat vacant el seu mestre Tonelli. Durant aquest temps a Roma, tamb´va ser consultor del Istituto per le applicazioni del calcolo, establint una bona relació amb Mauro Picone. El 1959 va ser escollit rector de la universitat de Pisa, càrrec que va mantenir fins al 1972 (el més llarg mandat del segle XX a Pisa) i que el va abocar a una frenètica activitat administrativa i organitzativa que va reduir quasi del tot la seva tasca de recerca. En acabar el mandat de rector, va ser president del Consell Nacional de Recerca (1972-1976) i senador de la República Italiana (1976-1983), treballant a la comissió d'ensenyament.
En el camp de la recerca, Faedo va treballar en anàlisi matemàtica, específicament en càlcul de variacions i teoria de les equacions diferencials. Son notables els seus estudis del mètode de Galerkin per obtenir els coeficients d'una sèrie de potències.
En el camp de l'organització, Faedo va introduir a la universitat italiana una nova forma d'entendre la formació i la recerca científiques, va ser promotor i impulsor del Centro Studi Calcolatrici Elettroniche i de la construcció del primer ordinador italià, va participar en el projecte SIRIO de primer satèl·lit de comunicacions italià, va convèncer IBM d'instal·lar un IBM 7090 a la universitat de Pisa, que poc després va ser substituït pel primer IBM 360 que hi va haver a Itàlia, i va establir el primer títol de grau en informàtica d'Itàlia, entre moltes altres iniciatives de millora de l'ensenyament i la investigació universitària.